# Грег Рука
Грег Рука (на английски: Greg Rucka) е американски сценарист, автор на комикси и графични романи за ДиСи Комикс и Марвел, и писател на бестселъри в жанра трилър, научна фантастика и хорър.

## Биография и творчество
Грегъри „Грег“ Рука е роден на 29 ноември 1969 г. в Сан Франциско, Калифорния, САЩ. Отраства на полуостров Монтерей в Централна Калифорния. От ранна възраст се запалва по комиксите и сам започва да пише. На 9 години печели конкурс за разказ, което го амбицира да бъде писател. Завършва Колежа „Васар“ с бакалавърска степен по английски език. Учи в Университета на Южна Калифорния в Лос Анджелис и се дипломира с магистърска степен по творческо писане.
След дипломирането си се премества в Орегон, първо в Юджийн, после в Портланд, и работи различни временни работи – бояджия, работник в ресторант, охранител, санитар, технически писател и хореограф. Заедно с работата си преследва мечта си да пише.
Първият му трилър „Keeper“ (Пазачът) от поредицата му „Атикъс Кодиак“ е публикуван през 1996 г. Главният герой е обикновен охранител, но животът го сблъсква с опасни хора, на които той трябва да се противопостави. Романът става бестселър и дава старт на писателската му кариера.
През 1998 г. влиза в комикс-индустрията с графичния роман „Ледена смърт“, който става част от едноименната поредица. Романът е много успешен и през 2009 г. е екранизиран в игралния филм „Ледена смърт“ с участието на Кейт Бекинсейл, Гейбриъл Махт и Том Скерит.
Създава много графични романи за ДиСи Комикс и Марвел, както със своите поредици „Кралица и страна“ и „Електра“, така и като част от авторите на поредиците „Батман“, „Жената-чудо“, „Върколака“, и др.
Женен е още от университета за писателката Дженифър Ван Митър, с която имат две деца – Елиът и Дашиъл.
Грег Рука живее със семейството си в Портланд, Орегон.

## Произведения

### Самостоятелни романи
- Grendel: Past Prime (2000)
- A Fistful of Rain (2003)

### Серия „Атикъс Кодиак“ (Atticus Kodiak)
1. Keeper (1996)
2. Finder (1997)
Търсачът, изд.: ИК Бард, София (2004), прев. Веселин Лаптев
3. Smoker (1998)
Закрилникът, изд.: ИК Бард, София (2005), прев. Веселин Лаптев
4. Shooting at Midnight (1998)
5. Critical Space (2001)
Лична охрана, изд.: ИК Бард, София (2004), прев. Веселин Лаптев
6. Patriot Acts (2007)
Самоотбрана, изд.: ИК Бард, София (2009), прев. Боян Николаев
7. Walking Dead (2009)

### Серия „Кралица и страна“ (Queen And Country)
1. A Gentleman's Game (2004)
2. Private Wars (2005)
3. The Last Run (2010)

#### Графични романи към серията
1. Operation: Broken Ground (2002) – награда „Айснър“ (за серията графични романи с художника Стив Ролстън)
2. Morning Star (2002)
3. Crystal Ball (2003)
4. Declassified (2003)
5. Operation: Blackwall (2003)
6. Operation: Storm Front (2004)
7. Operation: Dandelion (2004)
8. Operation: Saddlebag (2005)

### Серия „Перфектен мрак“ (Perfect Dark)
- Initial Vector (2005)
- Second Front (2007)

### Серия „Джад Бел“ (Jad Bell)
1. Alpha (2012)
2. Bravo (2014)

### Графични романи

#### Серия „Ледена смърт“ (Whiteout)
1. Whiteout (1998)
2. Melt (1999) – награда „Айснър“
3. Total whiteout (2001)

#### Серия „Електра“ (Elektra)
1. Elektra (2002)
2. Everything Old Is New Again (2003)
3. Elektra Vol 3 (2004)
4. The Redeemer (2002)
5. Ultimate Daredevil and Elektra Volume 1 (2003)

#### Участие в общи серии с други писатели

##### Серия „Батман“ (Batman) – графични романи
- Batman: No Man's Land (2000)
- Evolution (2001)
- Officer Down (2001)
- Batman Huntress: Cry for Blood (2002)
- Bruce Wayne Murderer? (2002)
- Bruce Wayne Fugitive, Vol. 2 (2003)
- Bruce Wayne – Fugitive (2003)
- Gotham Central: In the Line of Duty (2004)
- Death and the Maidens (2004)
- Batman Begins (2005)
- Gotham Central: Half a Life (2005)

от серията има още 106 романа от различни автори

##### Серия „Жената чудо“ (Wonder Woman)
- The Hiketeia (2002)
- Bitter Rivals (2004)
- Down to Earth (2004)

от серията има още 6 романа от различни автори

##### Серия „Върколака“ (Wolverine)
- Wolverine Vol. 1 (2003)
- Wolverine Vol 2 (2004)
- Return of the Native (2004)

от серията има още 10 романа от различни автори

### Документалистика
- Modern Background for Cthulhu (1995)

### Екранизации
- 2007 Syphon Filter: Logan's Shadow – видео-игра
- 2008 Batman: Gotham Knight – сценарий на частта „Crossfire“
- 2009 Ледена смърт, Whiteout